# 손인용
손인용(1981년 5월 11일 ~ )은 대한민국의 배우이다.

## 출연작

### 영화
- 《전 야》 (개봉 미정) - 준식 역
- 《경관의 피》 (2022년)
- 《남산의 부장들》 (2020년) - 궁정동 집사 역
- 《변신》 (2019년) - 구조팀장 역
- 《아티스트: 다시 태어나다》 (2017년) - 김 기자 역
- 《특종: 량첸살인기》 (2015년) - 외부기자 4 역
- 《약혼》 (2012년) - 정길 역
- 《줄탁동시》 (2012년) - 모텔남자 / 복면남자 역
- 《의뢰인》 (2011년) - 광역수사대원 역
- 《마음이 2》 (2010년) - 강당 경찰 1 역
- 《우리 집에 왜 왔니》 (2009년) - 실업청년 역
- 《기담》 (2007년) - 일본군 2 역
- 《화려한 휴가》 (2007년) - 시민군 25인 역
- 《아스피린》 (2006년)
- 《그해 여름》 (2006년) - 문우회 회원 역

### 드라마
- 《넘버스 : 빌딩숲의 감시자들》 (MBC, 2023년) - 마항식 역
- 《이로운 사기》 (tvN, 2023년) - 이로움을 긴급체포한 형사 역
- 《천원짜리 변호사》 (SBS, 2022년) - 김태곤 역
- 《어게인 마이 라이프》 (SBS, 2022년)
- 《보이스 4》 (tvN, 2021년) - 소낭촌 돌가족마을 신도 역
- 《모두의 거짓말》 (OCN, 2019년)
- 《미스터 기간제》 (OCN, 2019년)
- 《시간》 (MBC, 2018년)
- 《스케치》 (JTBC, 2018년)
- 《작은 신의 아이들》 (OCN, 2018년)
- 《미스티》 (JTBC, 2018년)
- 《아르곤》 (tvN, 2017년)
- 《돌아온 복단지》 (MBC, 2017년)
- 《도둑놈, 도둑님》 (MBC, 2017년)
- 《품위있는 그녀》 (JTBC, 2017년)
- 《터널》 (OCN, 2017년)
- 《옥중화》 (MBC, 2016년)
- 《치즈인더트랩》 (tvN, 2016년)
- 《복면검사》 (KBS2, 2015년)
- 《왔다! 장보리》 (MBC, 2014년) - 의사 역
- 《앙큼한 돌싱녀》 (MBC, 2014년) - 형사 역
- 《감격시대: 투신의 탄생》 (KBS2, 2014년)
- 《장옥정, 사랑에 살다》 (SBS, 2013년)
- 《돈의 화신》 (SBS, 2013년)
- 《추적자 THE CHASER》 (SBS, 2012년)
- 《굿바이 마눌》 (채널A, 2012년)
- 《청담동 살아요》 (JTBC, 2011년)
- 《뿌리깊은 나무》 (SBS, 2011년)
- 《동이》 (MBC, 2010년)
- 《서동요》 (SBS, 2005년)

### 연극
- 《청춘일발장전》
- 《1950 결혼기념일》
- 《품바》
- 《청춘예찬》
- 《오셀로 피는 나지만 죽지 않는다》
- 《사슬》
- 《대감놀이》
- 《국희이야기》
- 《배우없는 연극》
- 《청춘일발장전》
- 《사라예보의 고도》
- 《동경》
- 《사랑바보짓》